# Superpuchar Izraela w piłce nożnej
Superpuchar Izraela w piłce nożnej (hebr. ‏אלוף האלופים‎) – trofeum przyznawane zwycięskiej drużynie meczu rozgrywanego pomiędzy aktualnym Mistrzem Izraela oraz zdobywcą Pucharu Izraela w danym sezonie (jeżeli ta sama drużyna wywalczyła zarówno mistrzostwo, jak i Puchar kraju - to jej przeciwnikiem zostaje wicemistrz kraju).

## Historia
Superpuchar Izraela w piłce nożnej (hebr. אלוף האלופים) – mecz piłkarski pomiędzy aktualnym Mistrzem Izraela oraz zdobywcą Pucharu Izraela w danym sezonie (jeżeli ta sama drużyna wywalczyła zarówno mistrzostwo, jak i Puchar kraju - to jej przeciwnikiem zostaje finalista Pucharu).
W sezonie 1957 odbył się pierwszy oficjalny mecz o Superpuchar Izraela. W tym meczu Hapoel Tel Awiw pokonał 3:0 Hapoel Petach Tikwa. Ponieważ rozgrywki nie zostały zatwierdzone przez Izraelski Związek Piłki Nożnej, uznano je za nieoficjalny puchar, a trofeum został podarowany przez rodzinę ppłk Ziwi Cafriri, który zginął w bitwie podczas wojny na Synaju. Następnym razem, gdy został rozegrany mecz o Superpuchar w 1962 roku, trofeum został ufundowany przez Ilanshil-Polio, izraelską organizację zajmującą się pomocą ofiarom choroby Heinego-Medina, z postępowaniem skierowanym na rzecz organizacji. Trofeum na trzecią edycję, granej w 1965 roku, ufundowała Gmina Ramat Gan a rozgrywki składały się z dwóch meczów, w których jednak nie rozstrzygnięto zwycięzcę, i obie drużyny zostały wspólnie zdobywcami. W czwartej edycji 1966 roku w rywalizacji pomiędzy Hapoelami z Tel Awiwu i Hajfy wygrał zespół ze stolicy. Ostatnia piąta nieoficjalna edycja turnieju została rozegrana w 1968, a trofeum ufundowany przez Maccabi Association.
IFA zdecydowała o nadaniu pucharowi oficjalnego tytułu na początku sezonu 1968/69, mecz miał być rozgrywany na początku każdego sezonu i orzekł, że w przypadku zdobycia przez klub mistrzostwa ligi i pucharu, jego wyznaczonym rywalem w meczu o Superpuchar będzie wicemistrz ligi. Pierwszy oficjalny Superpuchar rozegrano we wrześniu 1969 roku pomiędzy mistrzem ligi Hapoel Tel Awiw oraz zdobywcą Pucharu Hakoah Amidar Ramat Gan (mistrzowie zwyciężyli 5:1).
W 1979 roku Superpuchar został nazwany na cześć izraelskiego komentatora sportowego Nehemia Ben Avraham po jego śmierci. Do 1990 roku mecze finałowe były rozgrywane z przerwami (edycje: 1972, 1973 i 1987 nie odbyły się z różnych powodów), a w 1990 roku po raz ostatni odbył się mecz o Superpuchar.
W marcu 2014 roku IFA ogłosiła odrodzenie turnieju. Jednak mecz planowany na początek sezonu 2014/15 został odwołany z zamiarem rozegrania go w następnym sezonie. Po długiej przerwie w sierpniu 2015 roku ponownie został rozegrany Superpuchar, a zwycięzcą został wicemistrz Ironi Kirjat Szemona który w rzutach karnych pokonał 5:4 mistrza i zdobywcę Pucharu Izraela Maccabi Tel Awiw.

## Format
Mecz o Superpuchar Izraela rozgrywany jest przed rozpoczęciem każdego sezonu. W przypadku remisu po upływie regulaminowego czasu gry przeprowadza się dogrywka. Jeżeli i ona nie wyłoni zwycięzcę, to od razu zarządzana jest seria rzutów karnych.

## Zwycięzcy i finaliści
Nieoficjalne
| Sezon                                    | K           | K                                            | T | Zwycięzca                                | Wynik | Finalista            | Data, miejsce                                   | Uwagi                  |
| Superpuchar Izraela (hebr. אלוף האלופים) |             |                                              |   |                                          |       |                      |                                                 |                        |
| 1957                                     |             |                                              | 1 | Hapoel Tel Awiw                          | 3:0   | Hapoel Petach Tikwa  | 23.11.1957, Basa Stadium, Tel Awiw, 6.000       | nieof.                 |
| 1958–1961                                |             |                                              |   |                                          |       |                      |                                                 | nie rozgrywano         |
| 1962                                     |             |                                              | 1 | Hapoel Petach Tikwa Maccabi Hajfa        | 2:2   |                      | 23.01.1963, Bloomfield Stadium, Tel Awiw, 1.000 | nieof., wspólny Puchar |
| 1963–1964                                |             |                                              |   |                                          |       |                      |                                                 | nie rozgrywano         |
| 1965                                     |             |                                              | 1 | Hakoah Amidar Ramat Gan Maccabi Tel Awiw | 2:2   |                      | 22.09.1965, Ramat Gan Stadium, Ramat Gan, 8.000 | nieof., wspólny Puchar |
| 1965                                     | 1:1 (powt.) | 30.04.1966, Maccabiah Stadium, Tel Awiw, 800 | 1 | Hakoah Amidar Ramat Gan Maccabi Tel Awiw |       |                      |                                                 | nieof., wspólny Puchar |
| 1966                                     |             |                                              | 2 | Hapoel Tel Awiw                          | 2:1   | Hapoel Hajfa         | 10.09.1966, Kiryat Haim Stadium, Hajfa, 9.000   | nieof.                 |
| 1967                                     |             |                                              |   |                                          |       |                      |                                                 | nie rozgrywano         |
| 1968                                     |             |                                              | 2 | Maccabi Tel Awiw                         | 2:1   | Bene Jehuda Tel Awiw | 27.06.1968, Bloomfield Stadium, Tel Awiw, 8.000 | nieof.                 |

Oficjalne
| Sezon                                    | K   | K                                           | T | Zwycięzca            | Wynik            | Finalista               | Data, miejsce                                           | Uwagi          |
| Superpuchar Izraela (hebr. אלוף האלופים) |     |                                             |   |                      |                  |                         |                                                         |                |
| 1969                                     |     |                                             | 1 | Hapoel Tel Awiw      | 5:1              | Hakoah Amidar Ramat Gan | 17.09.1969, Bloomfield Stadium, Tel Awiw, 6.000         |                |
| 1970                                     |     |                                             | 2 | Hapoel Tel Awiw      | 2:1              | Maccabi Tel Awiw        | 20.10.1970, Bloomfield Stadium, Tel Awiw, 10.000        |                |
| 1971                                     |     |                                             | 1 | Maccabi Netanja      | 4:2 pd.          | Hakoah Amidar Ramat Gan | 18.09.1971, HaKufsa, Netanja, 10.000                    |                |
| 1972–1973                                |     |                                             |   |                      |                  |                         |                                                         | nie rozgrywano |
| 1974                                     |     |                                             | 2 | Maccabi Netanja      | 2:1              | Hapoel Hajfa            | 21.09.1974, Kiryat Haim Stadium, Hajfa, 6.000           |                |
| 1975                                     |     |                                             | 1 | Hapoel Beer Szewa    | 2:1              | Hapoel Kefar Sawa       | 18.10.1975, Vasermil Stadium, Beer Szewa, 7.000         |                |
| 1976                                     |     |                                             | 1 | Beitar Jerozolima    | 3:2 pd.          | Hapoel Beer Szewa       | 11.09.1976, Bloomfield Stadium, Tel Awiw, 14.000        |                |
| 1977                                     |     |                                             | 1 | Maccabi Tel Awiw     | 3:2              | Maccabi Jafa            | 1.10.1977, Bloomfield Stadium, Tel Awiw, 8.000          |                |
| 1978                                     |     |                                             | 3 | Maccabi Netanja      | 4:0              | Beitar Jerozolima       | 23.09.1978, HaKufsa, Netanja, 5.000                     |                |
| 1979                                     |     |                                             | 2 | Maccabi Tel Awiw     | 2:0              | Beitar Jerozolima       | 1.09.1979, Bloomfield Stadium, Tel Awiw, 10.000         |                |
| 1980                                     |     |                                             | 4 | Maccabi Netanja      | 2:1              | Hapoel Kefar Sawa       | 30.08.1980, Hapoel Kfar Saba Ground, Kfar Saba, 2.000   |                |
| 1981                                     |     |                                             | 3 | Hapoel Tel Awiw      | 1:0              | Bene Jehuda Tel Awiw    | 5.09.1981, Bloomfield Stadium, Tel Awiw, 8.000          |                |
| 1982                                     |     |                                             | 1 | Hapoel Kefar Sawa    | 3:3 pd. (k. 3:2) | Hapoel Jehud            | 29.05.1982, Municipal Stadium, Jehud                    |                |
| 1983                                     |     |                                             | 5 | Maccabi Netanja      | 1:0              | Hapoel Tel Awiw         | 14.06.1983, Ramat Gan Stadium, Ramat Gan, 1.500         |                |
| 1984                                     |     |                                             | 1 | Hapoel Lod           | 4:1              | Maccabi Hajfa           | 6.06.1984, Gaon Stadium, Tel Awiw, 2.000                |                |
| 1985                                     |     |                                             | 1 | Maccabi Hajfa        | 5:2              | Beitar Jerozolima       | 8.06.1985, Kiryat Haim Stadium, Hajfa, 7.000            |                |
| 1986                                     |     |                                             | 2 | Beitar Jerozolima    | 2:1              | Hapoel Tel Awiw         | 16.09.1986, Ramat Gan Stadium, Ramat Gan                |                |
| 1987                                     |     |                                             |   |                      |                  |                         |                                                         | nie rozgrywano |
| 1988                                     |     |                                             | 3 | Maccabi Tel Awiw     | 3:0              | Hapoel Tel Awiw         | 5.09.1988, Bloomfield Stadium, Tel Awiw                 |                |
| 1989                                     |     |                                             | 2 | Maccabi Hajfa        | 2:1              | Beitar Jerozolima       | 26.08.1989, Kiryat Eliezer Stadium, Hajfa, 5.000        |                |
| 1990                                     |     |                                             | 1 | Bene Jehuda Tel Awiw | 1:0              | Hapoel Kefar Sawa       | 11.09.1990, Hatikva Neighborhood Stadium, Tel Awiw, 600 |                |
| 1991–2014                                |     |                                             |   |                      |                  |                         |                                                         | nie rozgrywano |
| 2015                                     |     |                                             | 1 | Ironi Kirjat Szemona | 2:2 pd. (k. 5:4) | Maccabi Tel Awiw        | 15.08.2015, Netanya Stadium, Netanja, 7.000             |                |
| 2016                                     |     |                                             | 2 | Hapoel Beer Szewa    | 4:2              | Maccabi Hajfa           | 11.08.2016, Netanya Stadium, Netanja, 10.000            |                |
| 2017                                     |     |                                             | 3 | Hapoel Beer Szewa    | 4:2              | Bene Jehuda Tel Awiw    | 10.08.2017, Netanya Stadium, Netanja, 6.350             |                |
| 2018                                     |     |                                             | 1 | Hapoel Hajfa         | 1:1 pd. (k. 5:4) | Hapoel Beer Szewa       | 28.07.2018, Netanya Stadium, Netanja, 5.215             |                |
| 2019                                     |     |                                             | 4 | Maccabi Tel Awiw     | 1:0              | Bene Jehuda Tel Awiw    | 20.07.2019, HaMoshava Stadium, Petach Tikwa, 8.169      |                |
| 2020                                     |     |                                             | 5 | Maccabi Tel Awiw     | 2:0              | Hapoel Beer Szewa       | 8.08.2020, Teddy Stadium, Jerozolima, 0                 |                |
| 2020                                     | 2:0 | 13.08.2020, Bloomfield Stadium, Tel Awiw, 0 | 5 | Maccabi Tel Awiw     |                  | Hapoel Beer Szewa       |                                                         |                |
| 2021                                     |     |                                             | 3 | Maccabi Hajfa        | 2:0              | Maccabi Tel Awiw        | 25.07.2021, Sammy Ofer Stadium, Hajfa, 19.798           |                |
| 2022                                     |     |                                             | 4 | Hapoel Beer Szewa    | 1:1 pd. (k. 4:3) | Maccabi Hajfa           | 16.07.2022, Sammy Ofer Stadium, Hajfa, 27.420           |                |

Uwagi:

- wytłuszczono i kursywą oznaczone zespoły, które w tym samym roku wywalczyły mistrzostwo i Puchar kraju (dublet),
- wytłuszczono zespoły, które zdobyły mistrzostwo kraju,
- kursywą oznaczone zespoły, które zdobyły Puchar kraju.

## Statystyka

### Klasyfikacja według klubów
W dotychczasowej historii finałów o Superpuchar Izraela na podium oficjalnie stawało w sumie 13 drużyn. Liderami klasyfikacji są Maccabi Tel Awiw i Maccabi Netanja, którzy zdobyli trofeum 5 razy.
Stan na 31.05.2022.
| Lp. | Klub                    | Zdobywca | Finalista        | Zwycięskie sezony            | Przegrane finały       |   |   |                              |                  |
| --- | ----------------------- | -------- | ---------------- | ---------------------------- | ---------------------- | - | - | ---------------------------- | ---------------- |
| Lp. | Klub                    | 1.       | Maccabi Tel Awiw | Zwycięskie sezony            | Przegrane finały       | 5 | 3 | 1976, 1978, 1987, 2019, 2020 | 1970, 2015, 2021 |
| 2.  | Maccabi Netanja         | 5        | 0                | 1970, 1973, 1977, 1979, 1982 |                        |   |   |                              |                  |
| 3.  | Hapoel Beer Szewa       | 4        | 3                | 1974, 2016, 2017, 2022       | 1976, 2018, 2020       |   |   |                              |                  |
| 4.  | Hapoel Tel Awiw         | 3        | 3                | 1968, 1969, 1980             | 1983, 1986, 1988       |   |   |                              |                  |
| 4.  | Maccabi Hajfa           | 3        | 3                | 1984, 1988, 2021             | 1984, 2016, 2022       |   |   |                              |                  |
| 6.  | Beitar Jerozolima       | 2        | 4                | 1975, 1985                   | 1978, 1979, 1985, 1989 |   |   |                              |                  |
| 7.  | Bene Jehuda Tel Awiw    | 1        | 3                | 1990                         | 1981, 2017, 2019       |   |   |                              |                  |
| 7.  | Hapoel Kefar Sawa       | 1        | 3                | 1982                         | 1975, 1980, 1990       |   |   |                              |                  |
| 9.  | Hapoel Hajfa            | 1        | 1                | 2018                         | 1974                   |   |   |                              |                  |
| 10. | Hapoel Lod              | 1        | 0                | 1984                         |                        |   |   |                              |                  |
| 10. | Ironi Kirjat Szemona    | 1        | 0                | 2015                         |                        |   |   |                              |                  |
| 11. | Hakoah Amidar Ramat Gan | 0        | 2                |                              | 1969, 1971             |   |   |                              |                  |
| 12. | Hapoel Jehud            | 0        | 1                |                              | 1982                   |   |   |                              |                  |
| 12. | Maccabi Jafa            | 0        | 1                |                              | 1977                   |   |   |                              |                  |

Uwaga:

Najbardziej utytułowane kluby wśród rozgrywek nieoficjalnych to Hapoel Tel Awiw – 2 i Maccabi Tel Awiw – 2 (w tym 1 wspólne) oraz Hakoah Amidar Ramat Gan, Hapoel Petach Tikwa i Maccabi Hajfa, którzy wygrywały trofeum po jednym razy (wszyscy mają wspólnie rozdzielony tytuł).

### Klasyfikacja według miast
Stan na 31.05.2022.
| Miasto         | Liczba tytułów | Kluby                                                               |
| -------------- | -------------- | ------------------------------------------------------------------- |
| Tel Awiw       | 9              | Maccabi Tel Awiw (5), Hapoel Tel Awiw (3), Bene Jehuda Tel Awiw (1) |
| Netanja        | 5              | Maccabi Netanja (5)                                                 |
| Beer Szewa     | 4              | Hapoel Beer Szewa (4)                                               |
| Hajfa          | 4              | Maccabi Hajfa (3), Hapoel Hajfa (1)                                 |
| Jerozolima     | 2              | Beitar Jerozolima (2)                                               |
| Kefar Sawa     | 1              | Hapoel Kefar Sawa (1)                                               |
| Kirjat Szemona | 1              | Ironi Kirjat Szemona (1)                                            |
| Lod            | 1              | Hapoel Lod (1)                                                      |

### Klasyfikacja według kwalifikacji
| Tytuł                    | Zwycięstw | Finałów |
| ------------------------ | --------- | ------- |
| Mistrz Izraela           | 19        | 8       |
| Zdobywca Pucharu Izraela | 8         | 19      |
| Wicemistrz Izraela       | 2         | 2       |